# St. Celsus (Dackscheid)

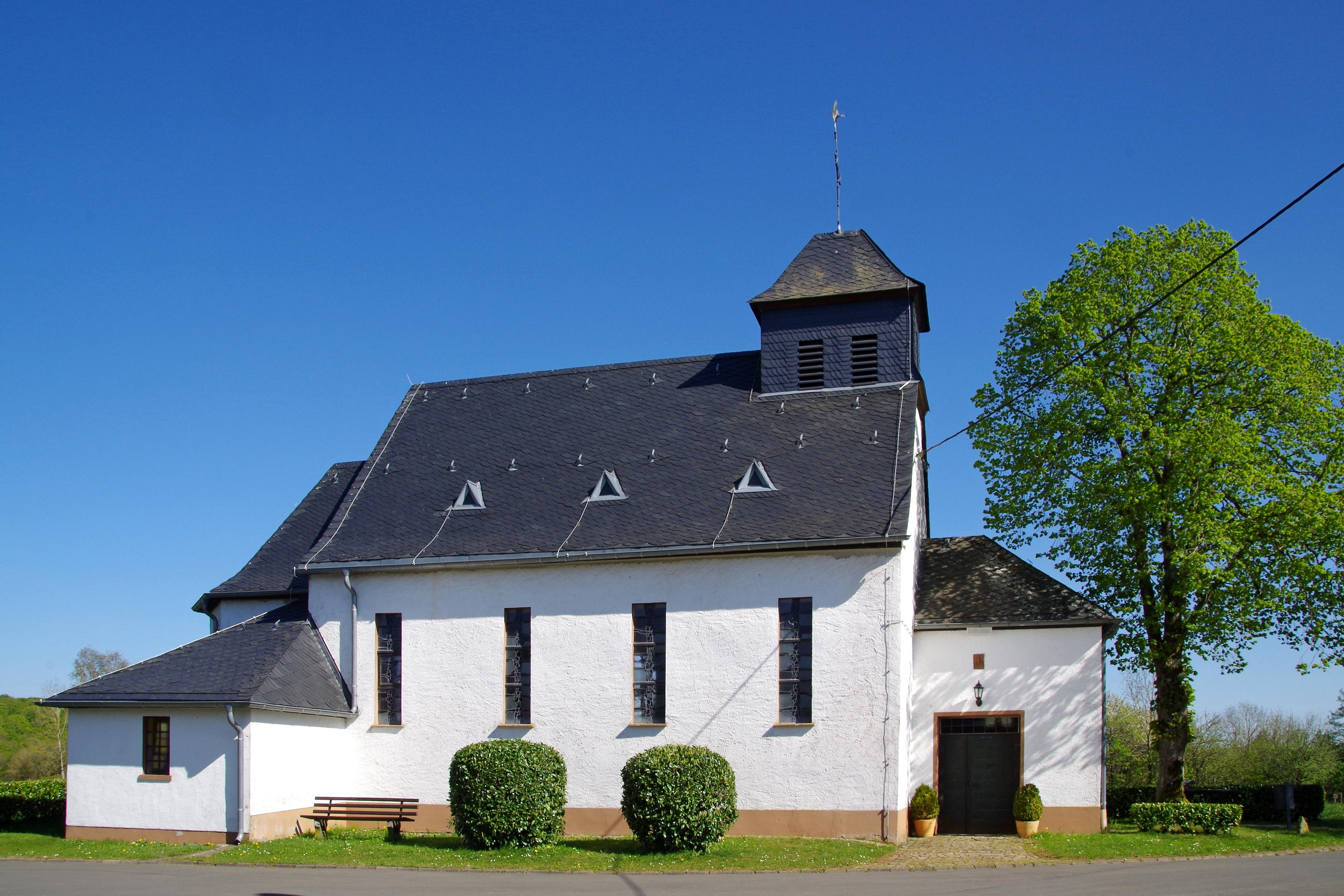
St. Celsus (Dackscheid)

Die Kirche St. Celsus ist die römisch-katholische Filialkirche von Dackscheid im Eifelkreis Bitburg-Prüm in Rheinland-Pfalz. Die Kirche gehört zur Pfarrei Waxweiler in der Pfarreiengemeinschaft Schönecken-Waxweiler im Dekanat St. Willibrord Westeifel im Bistum Trier.

## Geschichte
Eine Kirche von 1726 wurde 1933 durch den heutigen Saalbau mit Chor, flacher Holzdecke und Dachreiter (16 × 8 Meter), samt Vorhalle ersetzt. Kirchenpatron ist Celsus von Trier. In der Kapelle wird nicht mehr regelmäßig Gottesdienst gehalten.

## Ausstattung

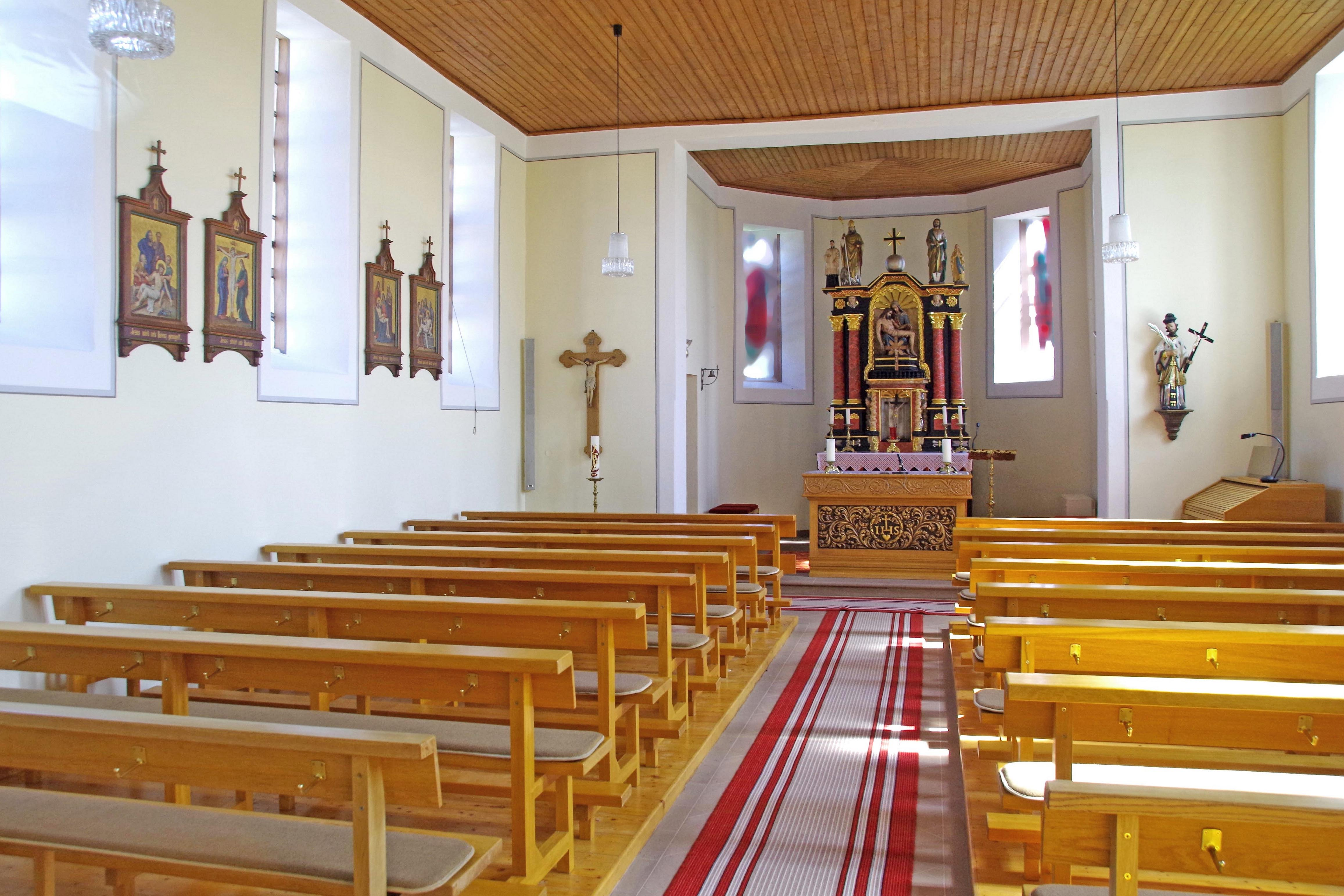
St. Celsus (Dackscheid)

Der barocke Hochaltar mit vier Säulen aus dem 18. Jahrhundert enthält im Zentrum eine Pietà, ferner die Figuren von Celsus und Isidor von Madrid. In der Nähe befindet sich die Figur von Johannes Nepomuk. Seit 1989 verfügt die Kirche über eine elektronische Orgel.